# ميل.آر يو
مايل رو (بالإنجليزية: mail.ru)‏ (بالروسية: Майл.ру) هو خدمة بريد ويب مقدمة من مجموعة مايل رو. مايل رو يستخدمه ما يزيد عن الـ 54,9 مليون مستخدم في يونيو 2015، ويعد مقدم خدمة البريد الأول في روسيا ودول الاتحاد السوفيتي المتكلمة باللغة الروسية.